# Польоти за допомогою повітряного змія

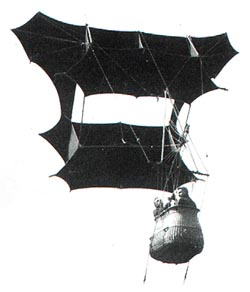
Повітряний змій Семюела Коді, призначений для військових спостережень.

Повітряні змії, здатні підняти людину, історично використовувалися головним чином для розвідки, в тому числі військової. Інтерес до розвитку цього напрямку технології впав із появою моторизованих літальних апаратів на початку XX століття, але у другій половині цього ж століття поступово набуло популярності використання таких зміїв для розваги, розгалузившись на кілька видів спорту, зокрема кайтсерфінг та парасейлінг.

## Давня історія
Перші записи про повітряних зміїв, здатних піднімати у повітря людей, походять зі стародавнього Китаю, де такі пристрої використовувалися як для цивільних, так і для військових задач, і навіть для страт:9. Наприклад, у хроніці «Цзи чжі тун цзянь» описано, як імператор Ґао Ян у 599 році страчував в'язнів, запускаючи їх з 33-метрової вежі «Золота пальма» на повітряних зміях у вигляді сов, пародіюючи буддійську церемонію звільнення птахів. Усі ці в'язні розбилися насмерть, окрім полоненого сина попереднього імператора Юань Хуантоу, який долетів на змії до дороги «Пурпуровий шлях», де вдало приземлився. Якщо це правда, то йому вдалося подолати близько 2,5 км (щоправда, пізніше принца все одно вбили, заморивши голодом).
Подібні історії відомі й у Японії, куди повітряні змії потрапили з Китаю приблизно у сьомому сторіччі нашої ери. Наприклад, одна з історій про злодія Ісікаву Гоемона (1558—1594) розповідає, як він за допомогою керованого його спільниками повітряного змія піднявся на дах замку Нагоя і вкрав золоту луску з розташованої там пари скульптур у вигляді рибок.

## Індустріальні часи
У 1820-х роках британський винахідник Джордж Покок (пізніше він розробив повітряних зміїв для транспортування невеликих колісних екіпажів), експериментував з використанням зміїв для підйому в повітря людини, запускаючи на них своїх дітей:25-26.
На початку 1890-х років капітан Бейден-Павелл (брат засновника скаутингу), який незабаром став президентом Аеронавігаційного товариства Великої Британії, розробив шестикутний повітряний змій «Levitor», призначений для використання в армії для підняття в повітря спостерігачів, а також для підйому великих вантажів, наприклад радіоантени. 27 червня 1894 року він за допомогою одного з повітряних зміїв підняв людину на висоту близько 15 м від землі і до кінця того ж року він регулярно використовував повітряного змія, щоб піднімати людей на висоту понад 30 м. Повітряні змії Бейден-Павелла були відправлені до Південної Африки для використання в англо-бурській війні, але їх так і не використали, оскільки до того часу, як вони прибули, бої вже закінчилися.
Лоуренс Гарґрейв винайшов свого коробчастого повітряного змія в 1885 році, і на його основі розробив установку для перенесення людини, яка використовувала чотири змії, розташовані в лінію. 12 листопада 1894 року він піднявся на такій установці на висоту близько 5 м (загальна вага його тіла та спеціальної платформи, на якій він знаходився, становила близько 95 кг).
Александер Ґрем Белл розробив чотиригранний змій, побудований з паличок, розташованих у вигляді трикутних сот, які називаються комірками (англ. cells). Белл і його команда, Асоціація повітряних експериментів, правильно розрахували, що зниження структурних вимог забезпечить краще співвідношення підйомної сили та ваги; вага великих коробчатих конструкцій при збільшенні розмірів збільшувалася непропорційно зростанню підйомної сили, але тетраедричний повітряний змій можна було збільшити з майже незмінним коефіцієнтом. Команда Белла здійснювала свої польоти над водою, щоб зменшити ризик як для пілота, так і для змія у випадку падіння. Першим великим експериментом із таким змієм був «The Frost King» із 1300 комірками, вагою 131 кг з урахуванням ваги пілота. Белл розвинув свою ідею в моделях «Cygnet I», «Cygnet II» і «Cygnet III», досягнувши моделі з 3393 комірками. Повітряний змій довжиною 12,2 м і вагою 91 кг був відбуксирований пароплавом до затоки Баддек, Нова Шотландія, 6 грудня 1907 року, і підняв людину на висоту 51,2 м над рівнем моря .
Найуспішнішим з піонерів авіації, що займалися експериментами з польотами на повітряних зміях, був Семюел Франклін Коді. У 1901 році він запатентував свою конструкцію, удосконаливши подвійний повітряний змій Гарґрейва, і запропонував використовувати його вантажопідйомні можливості для військового спостереження. Як і Гарґрейв, Коді використовував для підйому аеронавта лінію з кількох повітряних зміїв, значно вдосконаливши деталі підйомного механізму. Перетнувши Ла-Манш на човні, запряженому повітряним змієм, він привернув достатній інтерес з боку Адміралтейства та Воєнного офісу, і з 1904 по 1908 займався для них відповідними дослідженнями. У 1905 році він поставив рекорд, піднявши людину на висоту близько 450 м (1600 футів), а пізніше того ж року — запустив пасажира на висоту близько 790 м (2600 футів), де той залишався протягом години.
У 1906 році Воєнний офіс офіційно взяв на озброєння повітряні змії Коді для використання в підрозділі повітряних куль Корпусу королівських інженерів — змії використовувалися для спостереження у вітряні дні, коли повітряні кулі не застосовувалися. Пізніше Коді побудував «планерного повітряного змія», який можна було запустити на тросі, як повітряного змія, а потім відчепити та повернутися на ньому у вільному польоті як на планері. Втім, у 1911 році підрозділ повітряних куль переформували на Повітряний батальйон Королівських інженерів на аеропланах (попередника Королівських ВПС).
Полярний дослідник Руаль Амундсен проводив випробування з польотами на повітряних зміях, з метою перевірити, чи годиться цей спосіб для спостереження в Арктиці, але залишився незадоволеним результатами випробувань, і ця ідея так і не набула розвитку.
Після першого польоту братів Райт у 1903 році розробка повітряних зміїв, призначених для підйому важкої ваги, тривала далі, але інтерес до конструкцій спеціально для підняття людей з більш серйозною метою, ніж розваги і спорт, згас.